# الرشئة (المفلحي)

تعديل مصدري - تعديل

الرشئة هي إحدى قرى عزلة المفلحي بمديرية المفلحي التابعة لمحافظة لحج، بلغ تعداد سكانها 309 نسمة حسب تعداد اليمن لعام 2004.